# Valle de Brazos
El Valle de Brazos  (en inglés: Brazos Valley) es una región en el estado de Texas, EE. UU. (una subsección de la más grande región central de Texas) que consiste en los condados de Brazos, Burleson, y Robertson (que en conjunto constituyen el área metropolitana de Bryan - estación de College), y los condados vecinos de Grimes, León, Madison y Washington.
El área se centra en el Condado de Brazos, las ciudades de College Station y Bryan, y la Universidad de Texas A & M. Aunque el río Brazos está situado en el centro de la región, no todas las áreas de la región forman parte de la cuenca Brazos.